# أخرنوفرت
| ii | Xr | nfr | f&r&t |

| ii | Xr | nfr | f&r&t |

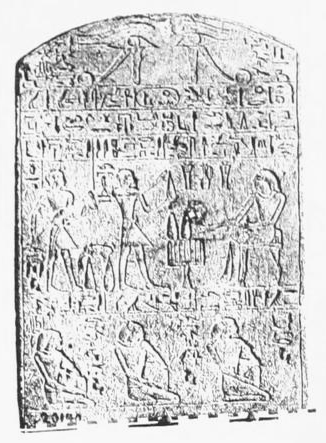
لوحة جنائزية لأخرنوفرت من أبيدوس ، الآن في متحف القاهرة (CG 20140)

أخرنوفرت كان أمين الخزانة في مصر القديمة أثناء عهد الأسرة الثانية عشرة ، تحت حكم الملك سنوسرت الثالث حتى السنوات الأولى من أمنمحات الثالث. 

## روابط خارجية
- صور وترجمة لوحة